# 大食代
大食代（英語：Food Republic）是新加坡麵包新語集團旗下的連鎖美食廣場，於新加坡、中國大陸、香港、臺灣、泰國及馬來西亞等地均有業務，第一家店於 2005 年新加坡Wisma Atria開業。

## 門市

### 臺灣
- 大直旗艦店（位於家樂福量販大直店所在大樓的1F）
- 遠百信義A13店（品牌名為Food Opera食代館）
- 板橋大遠百店
- 台中大遠百店

### 香港
新港中心
恆豐中心
奧海城2期
東薈城（品牌名為Food Opera食代館）

## 圖庫

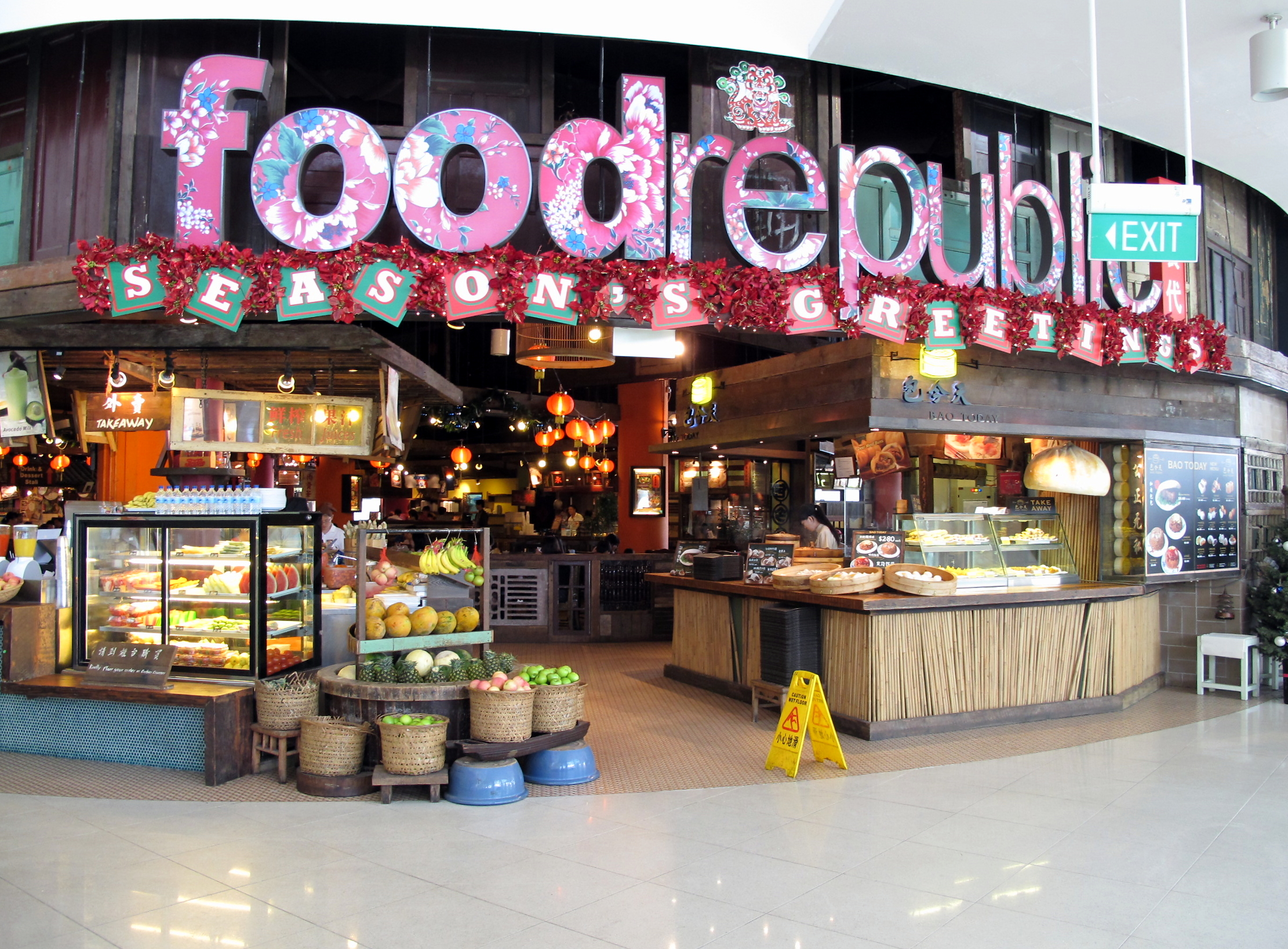
Food Republic於新加坡VivoCity3樓
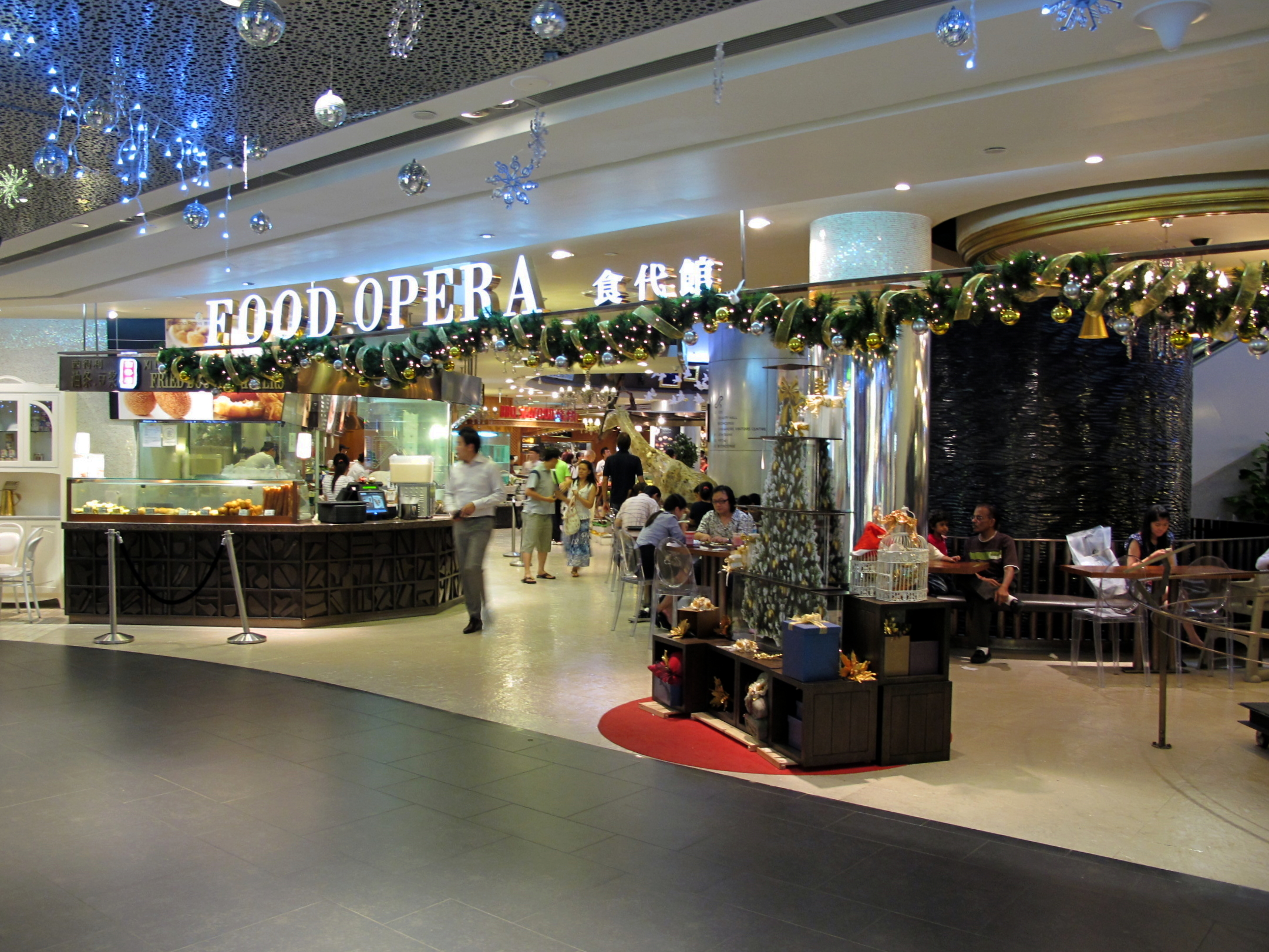
Food Opera於新加坡ION Orchard
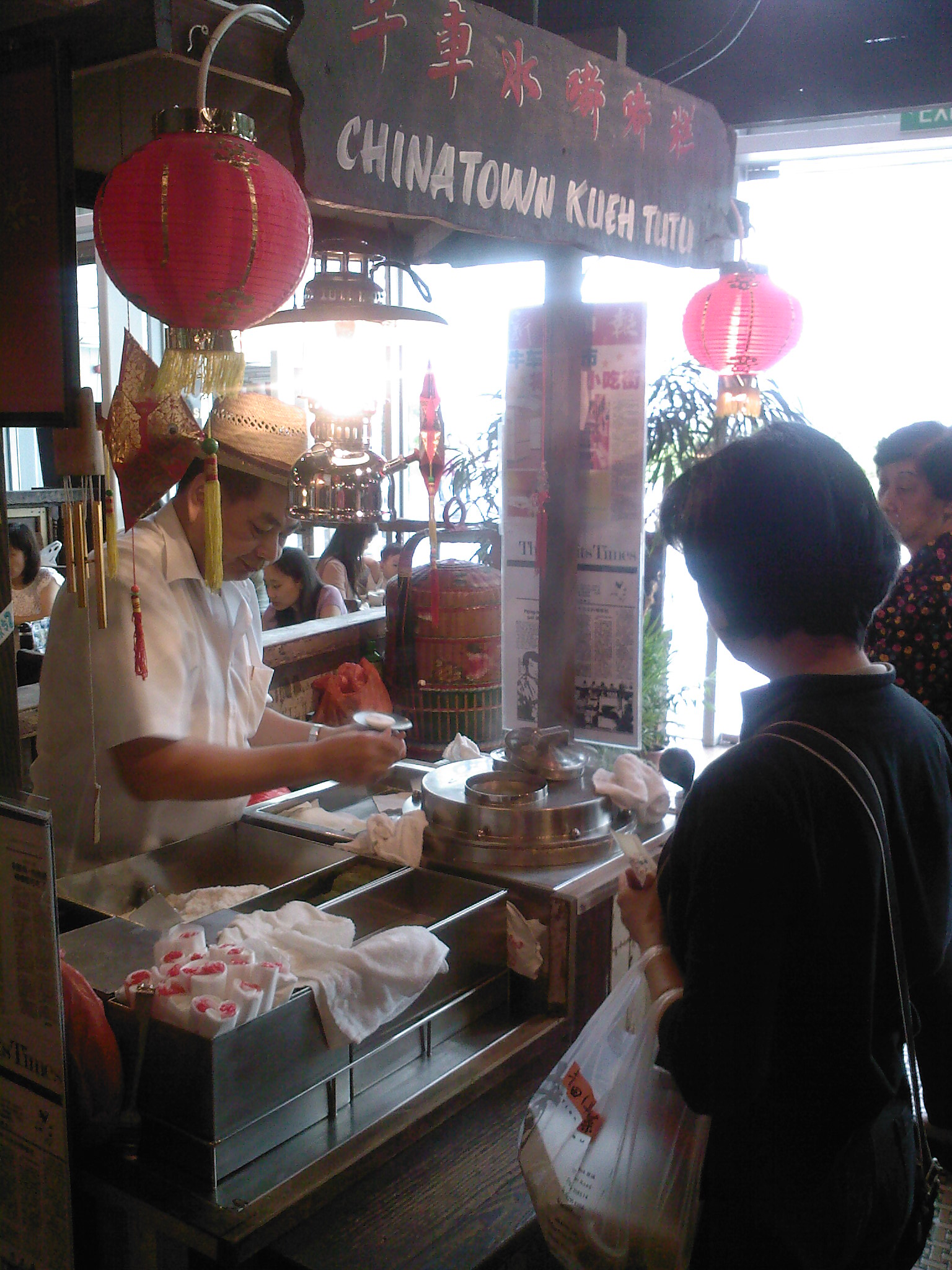
售賣嘟嘟糕的攤檔
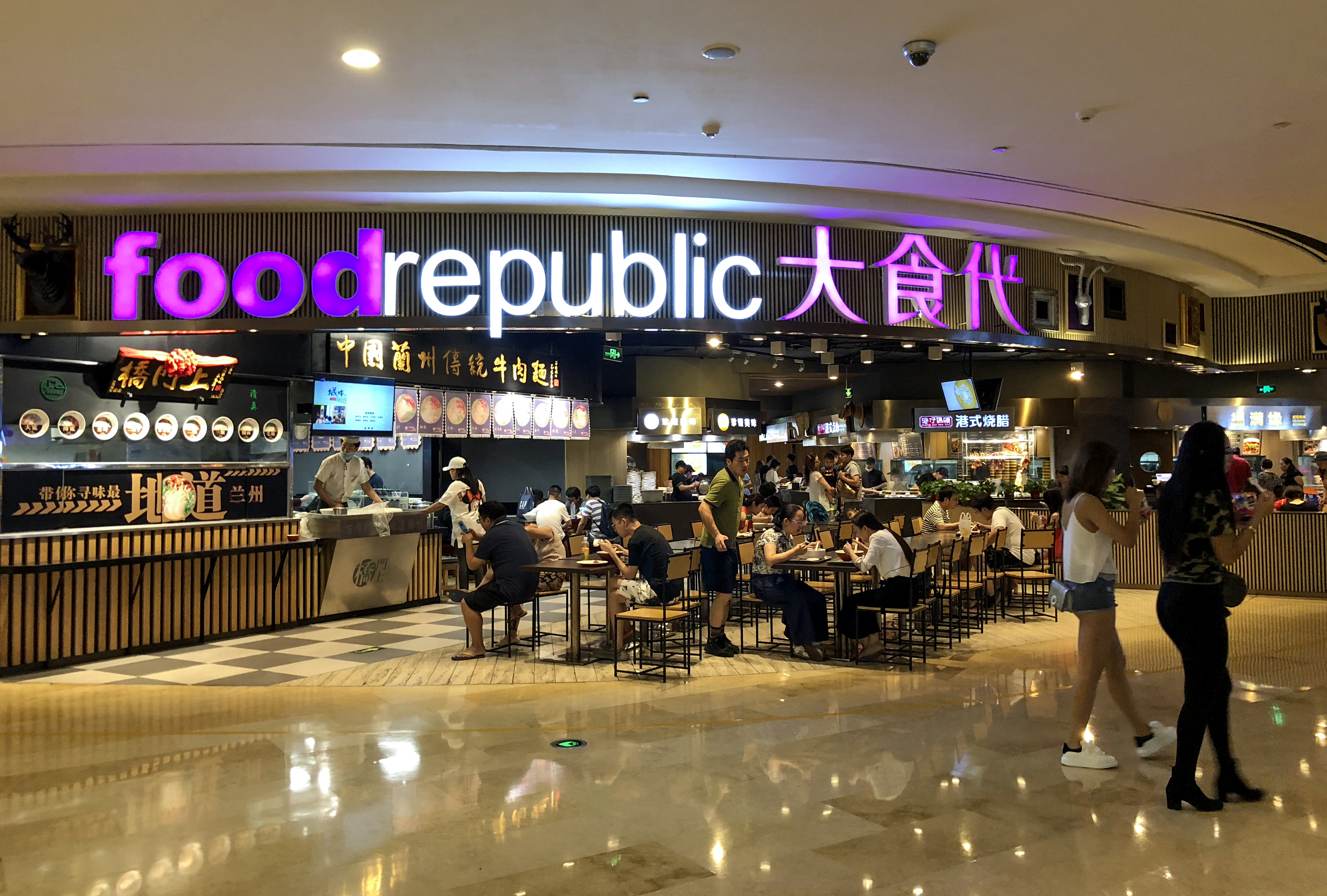
北京颐堤港大食代
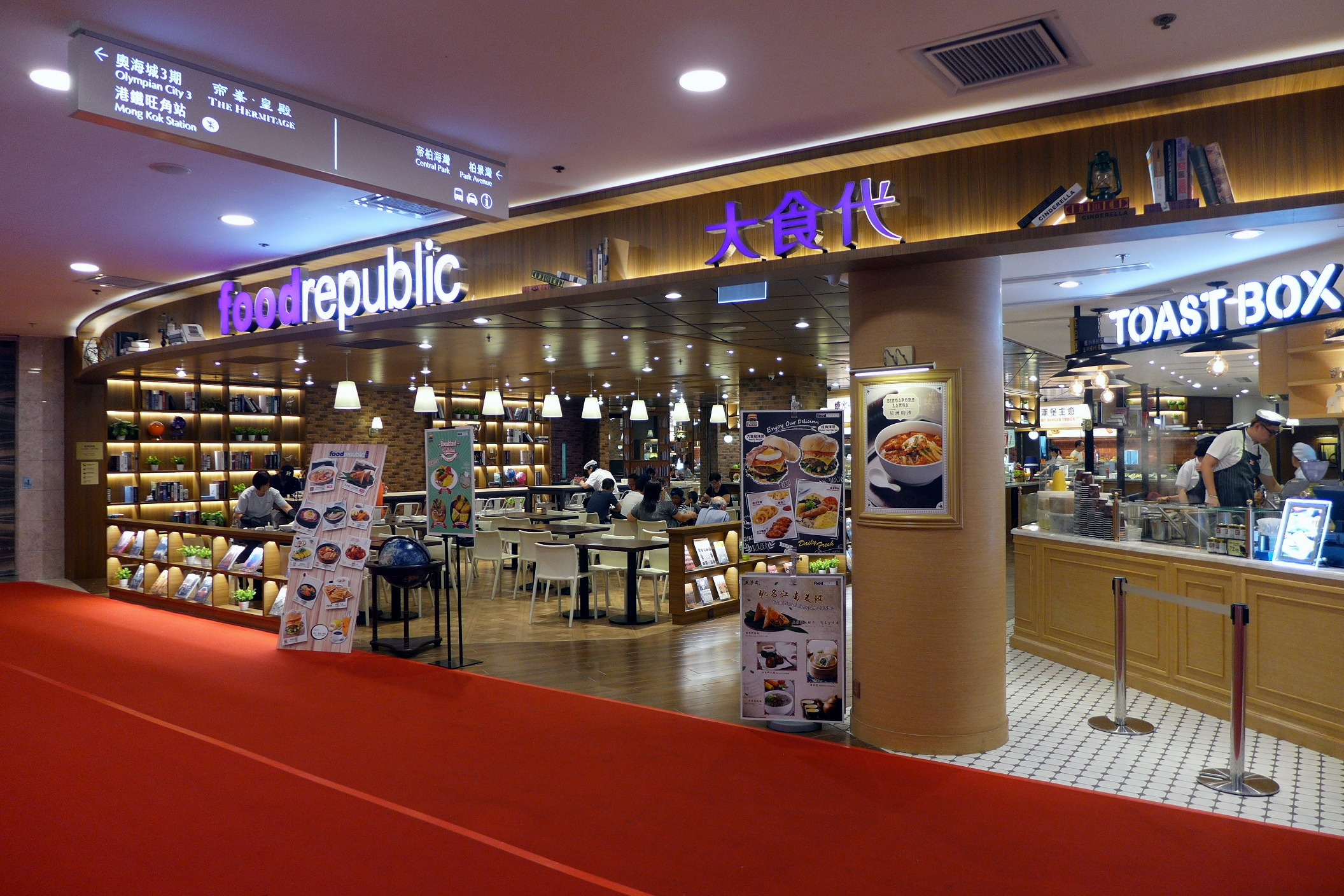
香港奧海城大食代
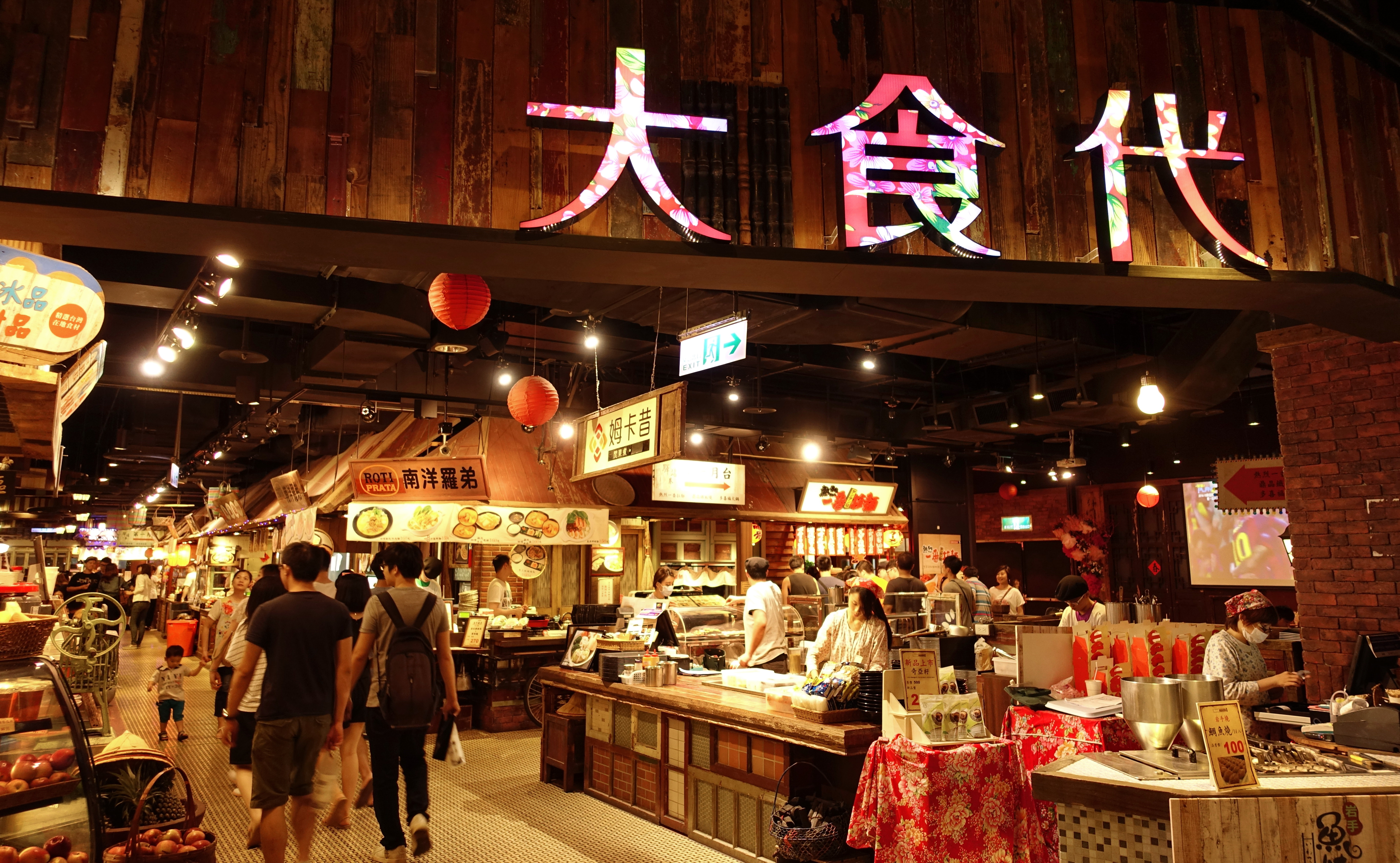
台灣台中大遠百內以五十年代台灣老街為場景的大食代

## 外部連結
- Food Republic （页面存档备份，存于）
- （繁體中文） 台灣大食代 （页面存档备份，存于）